# Kim Cooper
Kim Cooper, född den 26 oktober 1965 i Parramatta, New South Wales, är en australisk softbollspelare.
Hon tog OS-brons i samband med de olympiska softboll-turneringarna 1996 i Atlanta.